# Framboos
Framboos (Rubus idaeus) is een soort uit het geslacht braam (Rubus). De plant is vooral bekend vanwege haar vruchten, die veel voor consumptiedoeleinden worden gebruikt. De vruchten worden vaak (eveneens) 'frambozen' genoemd.

## Determinatie
Framboos is een bladverliezende (half)struik die van nature een hoogte bereikt van ± 0,50–1,50 m. Gewoonlijk worden er elk jaar nieuwe stengels gevormd uit wortelopslag. De soort vormt rechtopstaande bladloten met donkerpaarse stekels. De bladeren zijn 3–5-tallig geveerd. De onderzijde van het blad is grijswit, viltig behaard. Framboos bloeit van mei tot juli. De bloemen hebben witte, smal-elliptische kroonbladen die korter zijn dan de kelkbladen.
Bij zomerframboos dragen alleen de tweejarige stengels vrucht, waarna deze afsterven. Bij herfstframboos dragen daarentegen de toppen van de eenjarige scheuten de vruchten. De vrucht is een verzamelsteenvrucht. In tegenstelling tot veel andere braamsoorten laten de vruchten van framboos makkelijk los van de bloembodem. De meeste rassen dragen rode vruchten, er zijn ook enkele rassen met gele vruchten.

## Ecologie
Framboos groeit veelal op mesotrofe tot meso-eutrofe, min of meer vochthoudende grond. Haar optimum ligt in de halfschaduw. Ze wordt veelal aangetroffen in bosranden, langs bospaden, op open plekken en op kapvlakten. Eenmaal uit zaad opgekomen verbreidt de plant zich verder door wortelopslag.

### Syntaxonomie
In de syntaxonomie staat framboos binnen de struweelformaties te boek als kensoort voor het mede naar haar vernoemde verbond van wijfjesvaren en framboos (Athyrio-Rubion idaei). In bosformaties geldt zij als differentiërend taxon voor het onderverbond Circaeo-Alnenion.

## Verspreiding
Het natuurlijke verspreidingsgebied van framboos strekt zich uit over bijna heel Europa, grote delen van Azië en Noord-Amerika. Ze is ingevoerd in IJsland, Nieuw-Zeeland en Brazilië. 

## Teelt
De vrucht wordt al sinds de vroegste tijden door de mens gegeten. De teelt gaat terug tot de middeleeuwen. 
Door verschillende teeltmethoden toe te passen kan de oogst over een lange periode, van eind april tot eind december, gespreid worden.
- Zomerframbozen. Door de zomerframbozen in een plastic tunnel te telen is de oogst met ongeveer een maand te vervroegen. Frambozen kunnen ook onder glas geteeld worden, zowel in potten als in de grond. Door de kas te verwarmen kan de oogst nog eens met een maand vervroegd worden.
  - Normale buitenteelt. Direct na de oogst worden de afgedragen stengels verwijderd. In het vroege voorjaar worden de nieuwe stengels aangebonden. Voor de buitenteelt worden 8–10 stengels per meter aangehouden, de rest van de stengels wordt weggesnoeid.
- Herfstframbozen. Om een goede oogst in het najaar te krijgen worden in de late winter alle scheuten weggesnoeid. Door herfstframbozen in een verwarmde kas te telen kan de oogst tot eind december plaatsvinden. Bij de doorteelt worden in de winter alleen de afgedragen toppen verwijderd. In het voorjaar wordt dan van de onderste ogen geoogst.

Teelt van frambozen in Nederland:
| Jaartal | ha |
| ------- | -- |
| 1997    | 46 |
| 2000    | 36 |
| 2001    | 31 |
| 2002    | 32 |
| 2003    | 31 |
| 2004    | 29 |
| 2005    | 30 |

## Rassen
Binnen het geslacht braam zijn vele soortkruisingen uitgevoerd. De meeste hybriden zijn voor de beroepsteelt niet belangrijk. Een klein aantal hybriden wordt echter wel op kleine schaal aangeplant, zoals loganbes en taybes. Ook het ras ' Silvan' is een soorthybride van framboos en een andere braamsoort. De rassen kunnen worden ingedeeld in twee groepen: zomerframbozen en herfstframbozen.

### Zomerframbozen

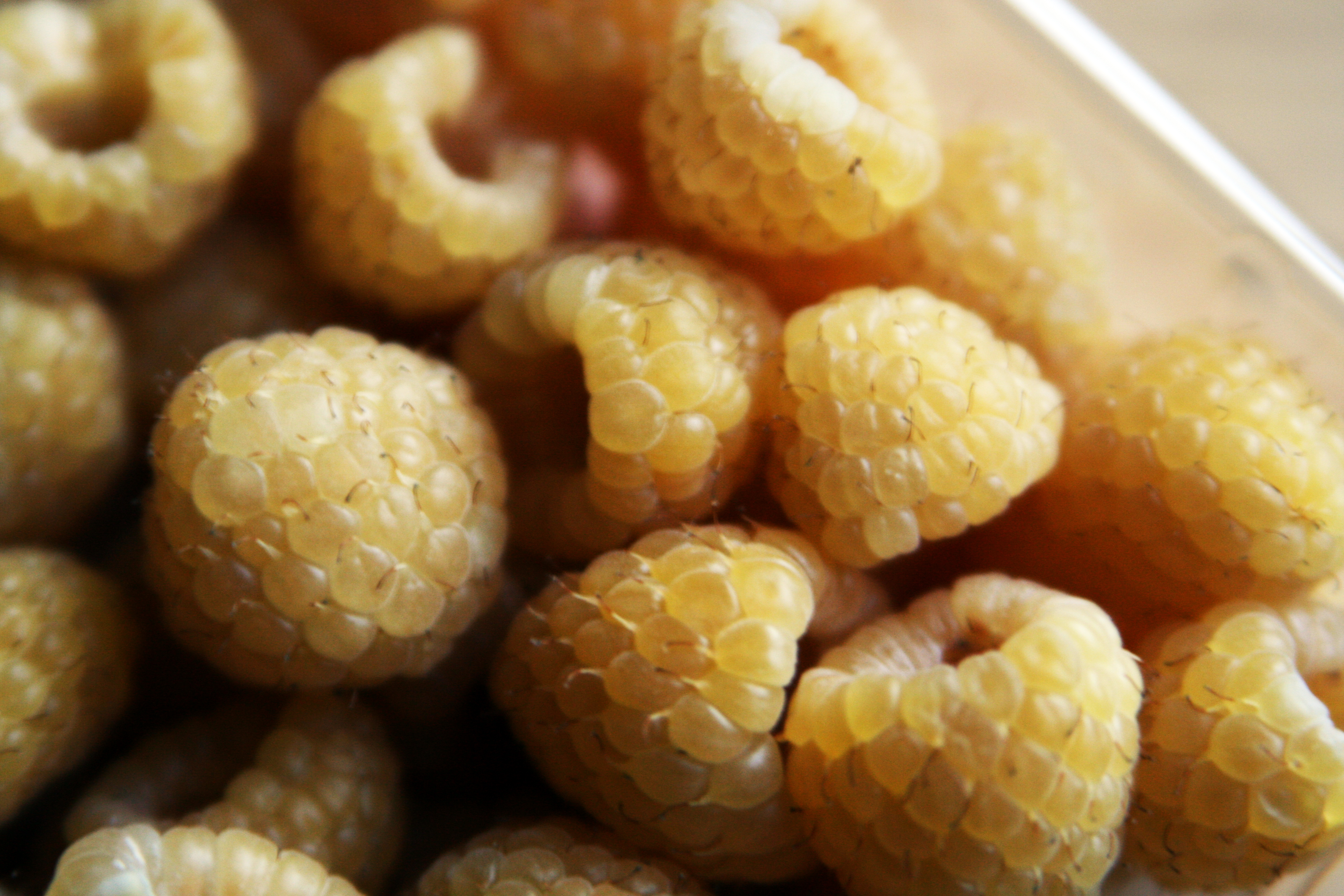
Gele frambozen

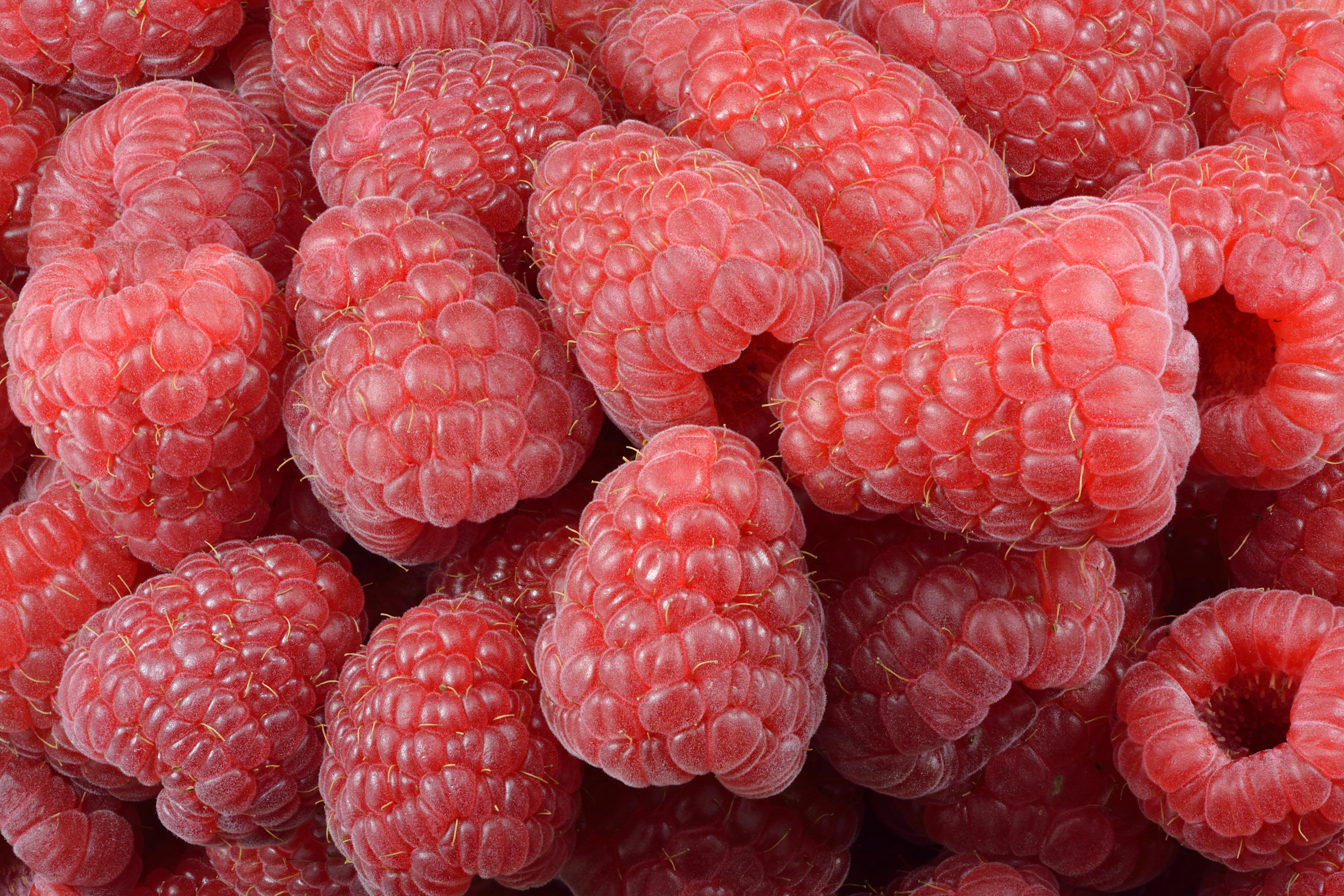
Geoogste frambozen

- 'Glen Clova': Rijpt vroeg. Tamelijk grote iets lichtrode stevige vruchten met goede smaak. Een van de beste rassen.
- 'Malling Delight': Rijpt vroeg. Geeft zeer grote vruchten met een zeer goede smaak. De vruchten zijn -mede door hun grootte- echter erg kwetsbaar.
- 'Malling Promise': Rijpt vroeg. Middelgrote vruchten met goede smaak.
- 'Malling Jewel': Rijpt vroeg. Lange rode vrucht.
- 'Spica': Rijpt vroeg. De stevige tamelijk donkere vruchten smaken goed, maar zijn aan de kleine kant. Zeer geschikt voor verwerking.
- 'Rode Radboud': Rijpt middentijds. Tamelijk grote vrij donkere vruchten met een matige smaak.
- 'Jochems Roem': Rijpt middentijds. Grote helderrode vruchten, enigszins grofkorrelig, matige smaak. Minder geschikt voor verwerking. Vatbaar voor vruchtrot.
- 'Tulameen': Rijpt middentijds. Grote stevige helderrode vruchten met een goede smaak. Een van de beste rassen.
- 'Glen Ample': Rijpt middentijds. Grote lichtrode stevige vruchten met goede smaak.
- 'Golden Everest': Rijpt middentijds. Geeft middelgrote tot tamelijk kleine vruchten die geel van kleur zijn (bij volledige rijpheid neigen ze naar oranje). Zoete smaak met weinig aroma. Vrij productief, maar slecht bewaarbaar.
- 'Meeker': Rijpt middentijds. Donkerrood en dik fruit.
- 'Marwé': Rijpt laat. Grote helderrode vruchten met matig goede smaak. Een van de beste rassen.
- 'Schönemann': Rijpt laat. De stevige dof donkerrode vruchten zijn aan de kleine kant. Matige smaak. Zeer geschikt voor verwerking.
- 'Sirius': Rijpt laat tot zeer laat. Stevige donkere vruchten met een matige grootte en een matige smaak. Geschikt voor verwerking.
- 'Valentina': Een abrikooskleurige zomerframboos.

### Herfstframbozen
- 'Autumn Bliss': Tamelijk grote tamelijk donkere vruchten met goede smaak. Een van de beste herfstrassen.
- 'Galante': Grote dof helderrode vruchten met een goede smaak. Erg productief. Wordt met name gebruikt voor de teelt in tunnels en kassen en is dan tevens geschikt voor een doorteelt.
- 'Polana': Pools ras met tamelijk grote vruchten met een prima kwaliteit.
- 'Heritage': Stevige wat kleinere helderrode vruchten. Erg productief en goed van smaak.
- 'Zefa Herbsternte'. Grote lang kegelvormige vruchten met een donkerrode tot paarsachtige kleur. Goede smaak. Vatbaar voor aantasting door virussen.
- 'Golden Bliss': Is een geelvruchtige versie van Autumn Bliss.
- 'Kiwi Gold': Is een geelvruchtige versie van Heritage.
- 'Fallgold': Is ook een geelvruchtig ras. Geeft zachte vruchten met een zeer goede, zoete smaak. Niet buitengewoon productief. Niet gevoelig voor ziekten.
- 'Polka': Grote, langwerpige en dieprode vruchten. Deze vruchten zijn goed van smaak en lang te bewaren.
- 'HimboTop': Grote, donkerrode vruchten met een sterk aroma.

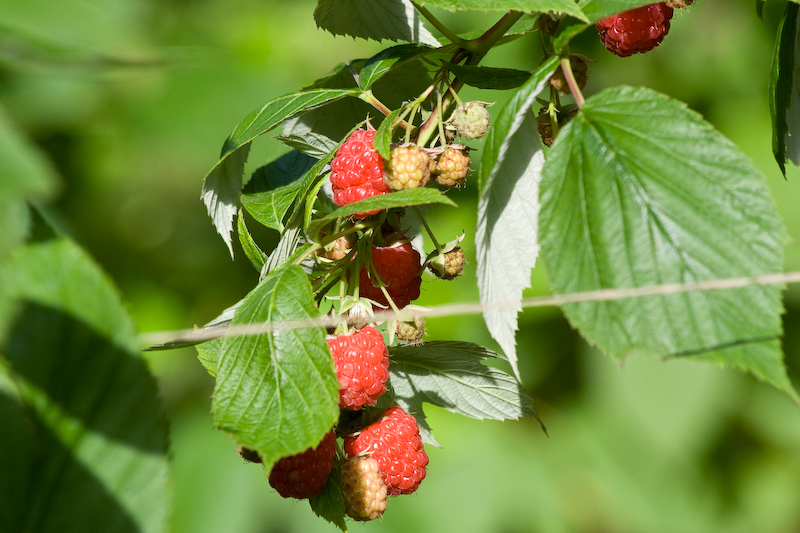
Herfstframboos Aroma Queen

- 'AromaQueen': Grote, rode tot donkerrode vrucht met sterk frambozenaroma. Doorontwikkeling van Autumn Bliss.
- 'Sugana': Doordrager.

## Bloei- en oogsttijd
De bloei is van eind mei tot eind juni. Framboos kan zich zelf bestuiven, maar insectenbestuiving, met name door bijen en hommels, bevordert de vruchtzetting. Er zijn, afhankelijk van het ras, bij zomerframbozen rijpe vruchten vanaf eind juni tot half augustus. Per ras duurt de oogst ongeveer vier weken. Het verschil in rijptijd tussen het vroegste en laatste ras is ongeveer twee weken. Bij herfstframbozen zijn er rijpe vruchten vanaf begin augustus tot de eerste week van oktober soms zelfs tot de eerste nachtvorst en bij een doorteelt ook in mei tot half juli. Per ras duurt de oogst bij herfstframbozen zes tot acht weken.

## Vermeerdering
Framboos wordt vegetatief vermeerderd door wortelstekken, zomerstekken en afleggen, maar kan ook vermeerderd worden uit zaad. Om de eigenschap van de moederplant en dus het ras te behouden, moet deze echter op vegetatieve wijze worden vermeerderd.

## Gebruik

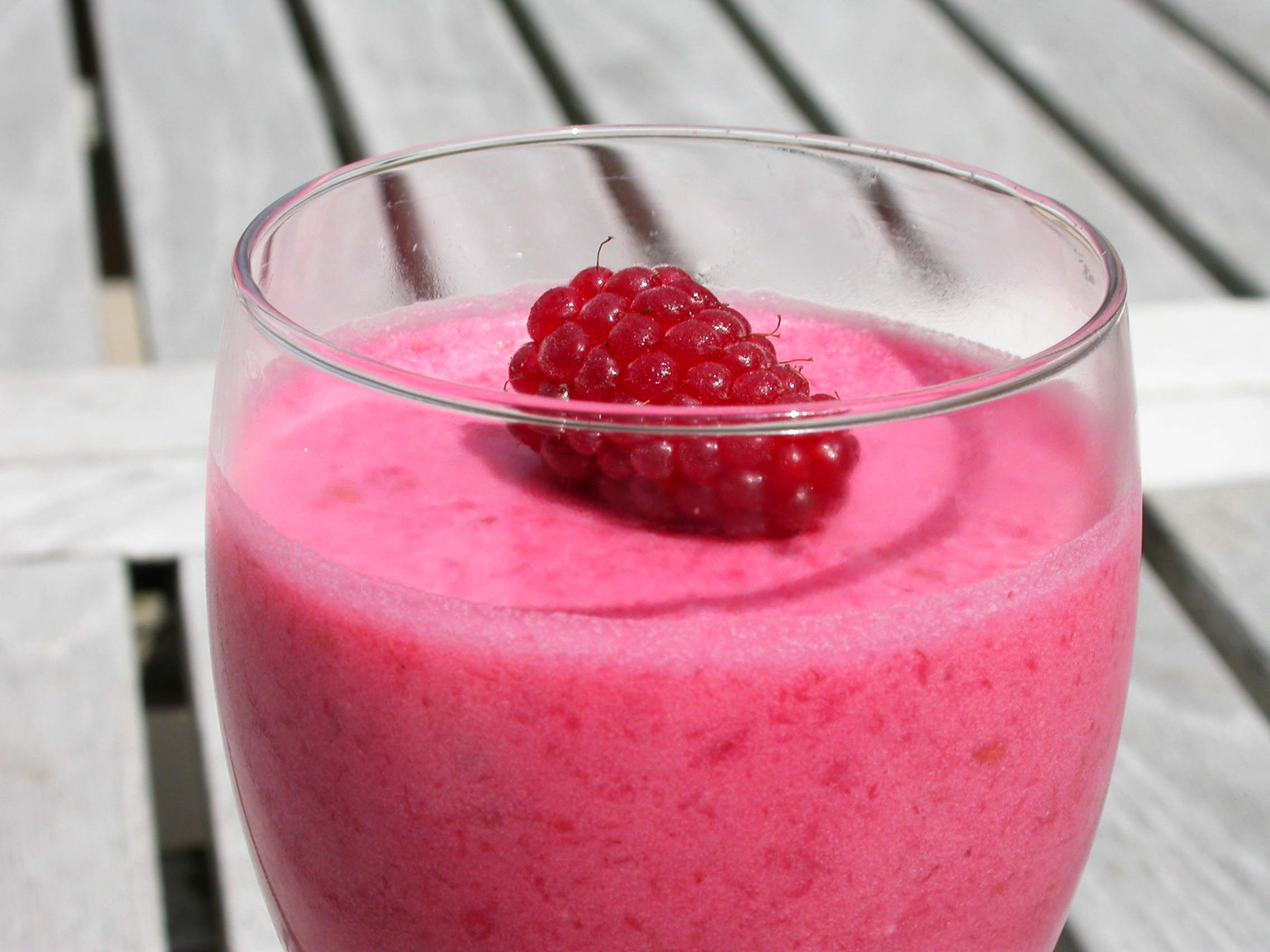
Bavarois van frambozen

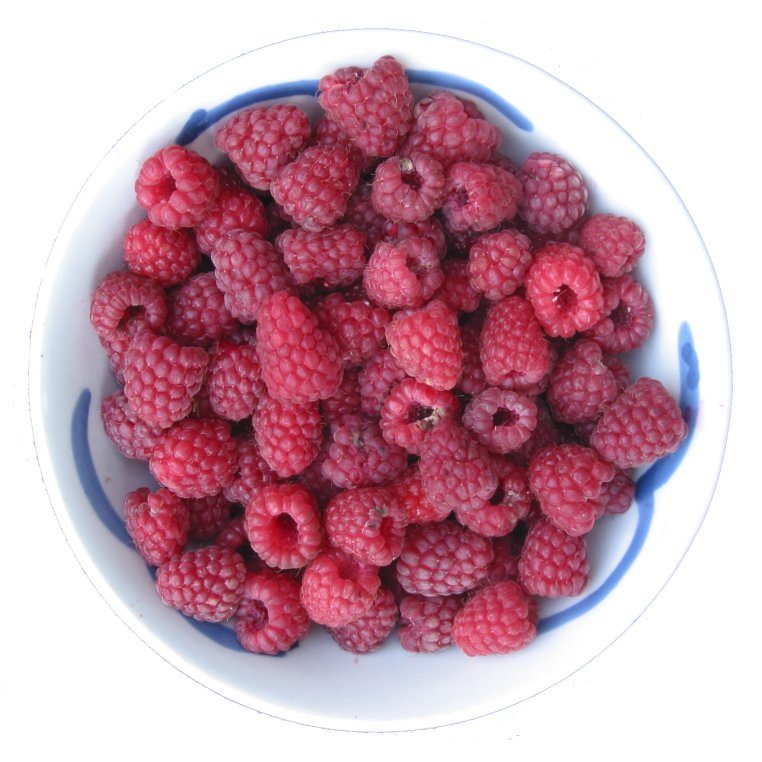
Frambozen

Van framboos worden alleen de vruchten gegeten. De vruchten hebben een specifieke smaak en zijn afhankelijk van het ras lichtrood tot donkerrood gekleurd. Ook komen rassen voor met geelgekleurde vruchten. Frambozen worden zowel vers gegeten als verwerkt in frambozenjam, vruchten op siroop, tot bavarois, tot sap, tot puree, verwerkt in gelei, taarten en saus. Frambozen worden ook als losse vruchten ingevroren.
Van de bladeren kan thee worden getrokken. Hiervoor dienen ze, na het plukken, eerst te worden gedroogd op een droge en luchtige plaats.

### Medicinale werking
De bloemen werden door Dodonaeus in een mengsel met honing aanbevolen tegen onder meer ooginfecties. Frambozen worden ook gebruikt in medicijnen om er een lekker smaakje aan te geven.

## Bestanddelen
Zoals alle vruchten heeft ook framboos een lage pH-waarde, die varieert van 3,0–3,65. Een liter frambozensap bevat 12–19 g zuur (gemiddeld 15,5 g), waarvan citroenzuur het hoofdbestanddeel is. Verder komen als organische zuren nog appelzuur en iso-citroenzuur voor. 
Framboos bevat gemiddeld 8,15% suiker bestaande uit glucose, fructose en sacharose in ongeveer gelijke hoeveelheden. De Brix-waarde is 8,5–11,5°. Daarnaast bevatten frambozen 1% eiwit en 7% koolhydraten. De energie-inhoud van 100 g is 134 kJ. 
Verder zitten in frambozen vooral vitamine C, maar ook de vitaminen B2 en B6 komen erin voor.
Daarnaast blijkt dat framboos een hoog gehalte aan gezondheidsbevorderende stoffen zoals antioxidanten heeft. Ongeveer de helft van de anti-oxidantwerking wordt vermoedelijk veroorzaakt door ellagitannines, maar de positieve invloed hiervan is niet bewezen.

## Ziekten en beschadigingen

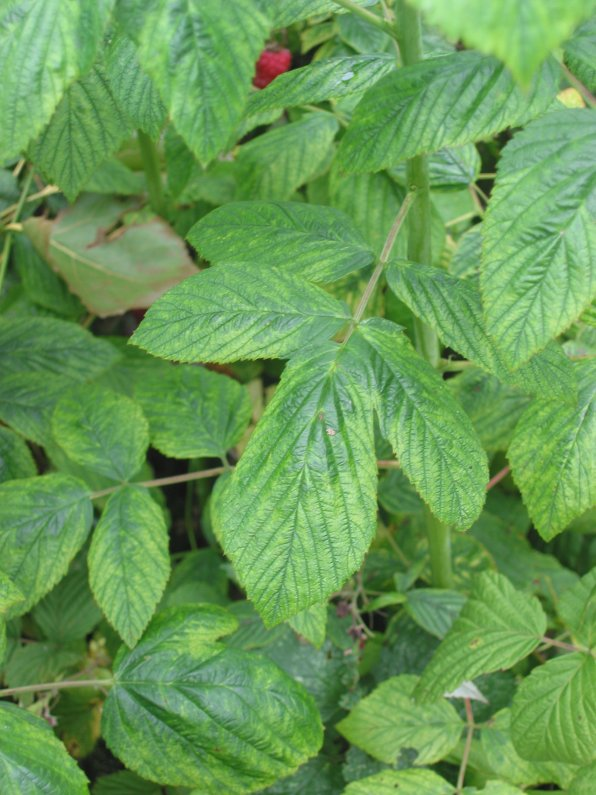
Virusziek frambozenblad van Schönemann

Frambozen zijn zeer vatbaar voor het mozaïekvirus. Bij de beroepsteelt wordt virusvrij plantmateriaal aangeplant. De aanplant wordt zo lang mogelijk virusvrij gehouden. Frambozen bij volkstuinders zijn bijna allemaal besmet met het mozaïekvirus.
De frambozenkever (Byturus tomentosus) kan in de beroepsteelt makkelijk worden bestreden. Wordt er geen bestrijding toegepast dan kan tussen de bloembodem en de vrucht de larve van de frambozenkever voorkomen. Bij het plukken kruipt de larve snel uit de vrucht weg en valt naar de grond. De frambozenschorsgalmug (Resseliella theobaldi) kan veel schade aanrichten.
Van de schimmelziekten kan grauwe schimmel (Botryotinia fuckeliana) die vruchtrot veroorzaakt, stengelsterfte (Leptosphaeria coniothyrium), stengelvlekkenziekte (Elsinoe veneta), twijgsterfte (Didymella applanata), wortelsterfte (Phytophthorae fragariae var. rubi) en meeldauw (Sphaerotheca aphani) op framboos voorkomen.

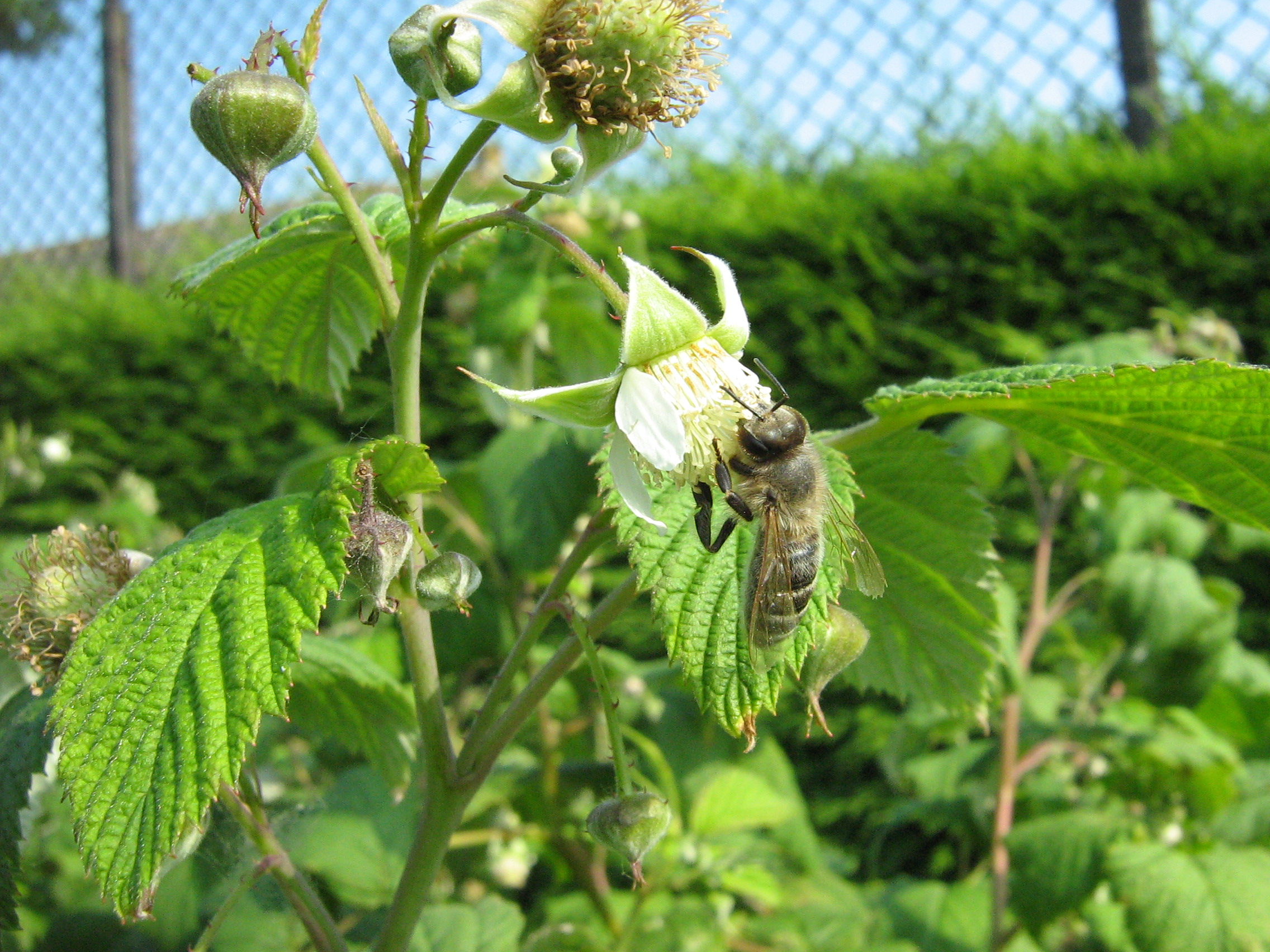
Bloem van een framboos met een bij
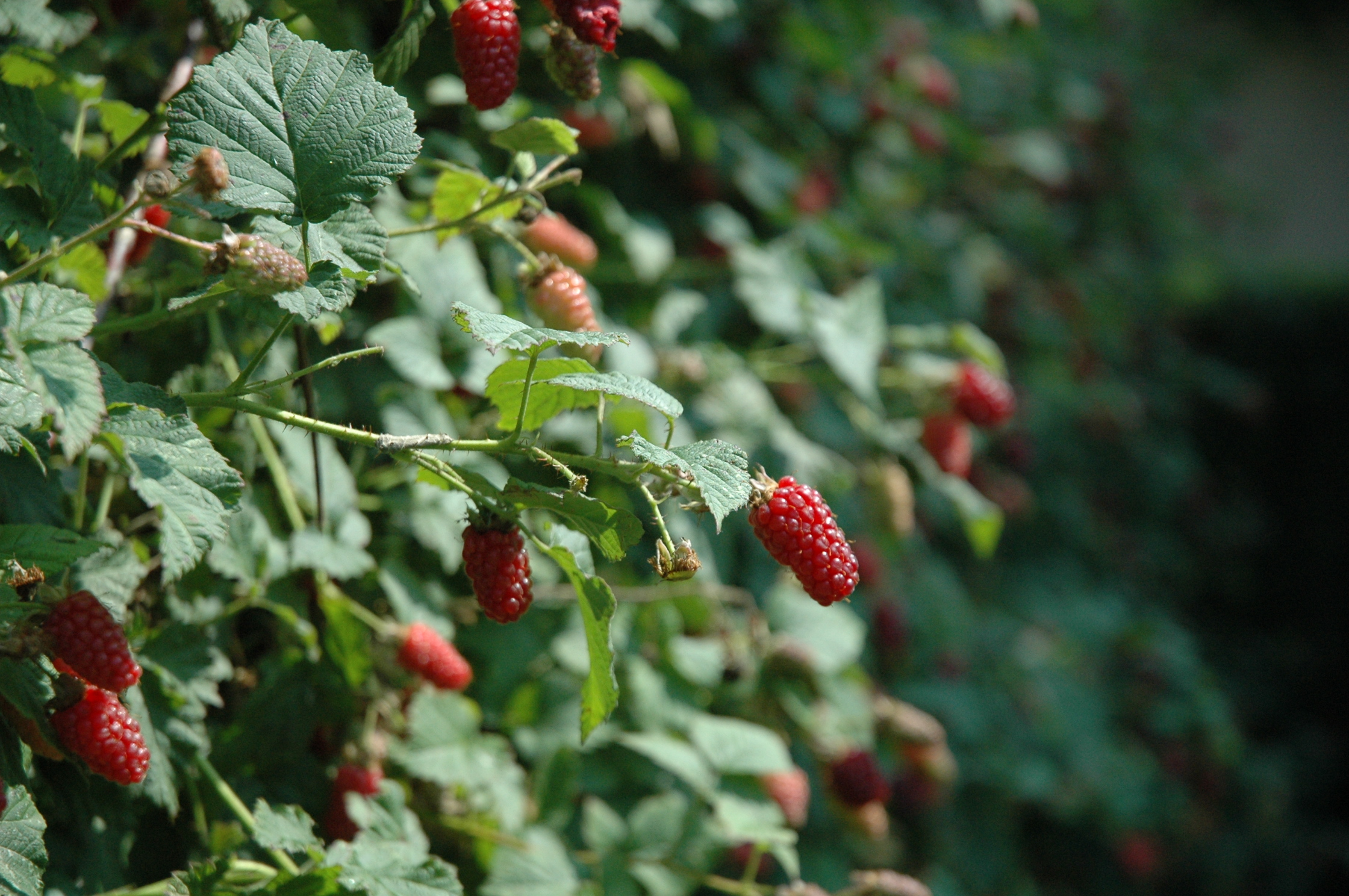
Frambozen aan de struik
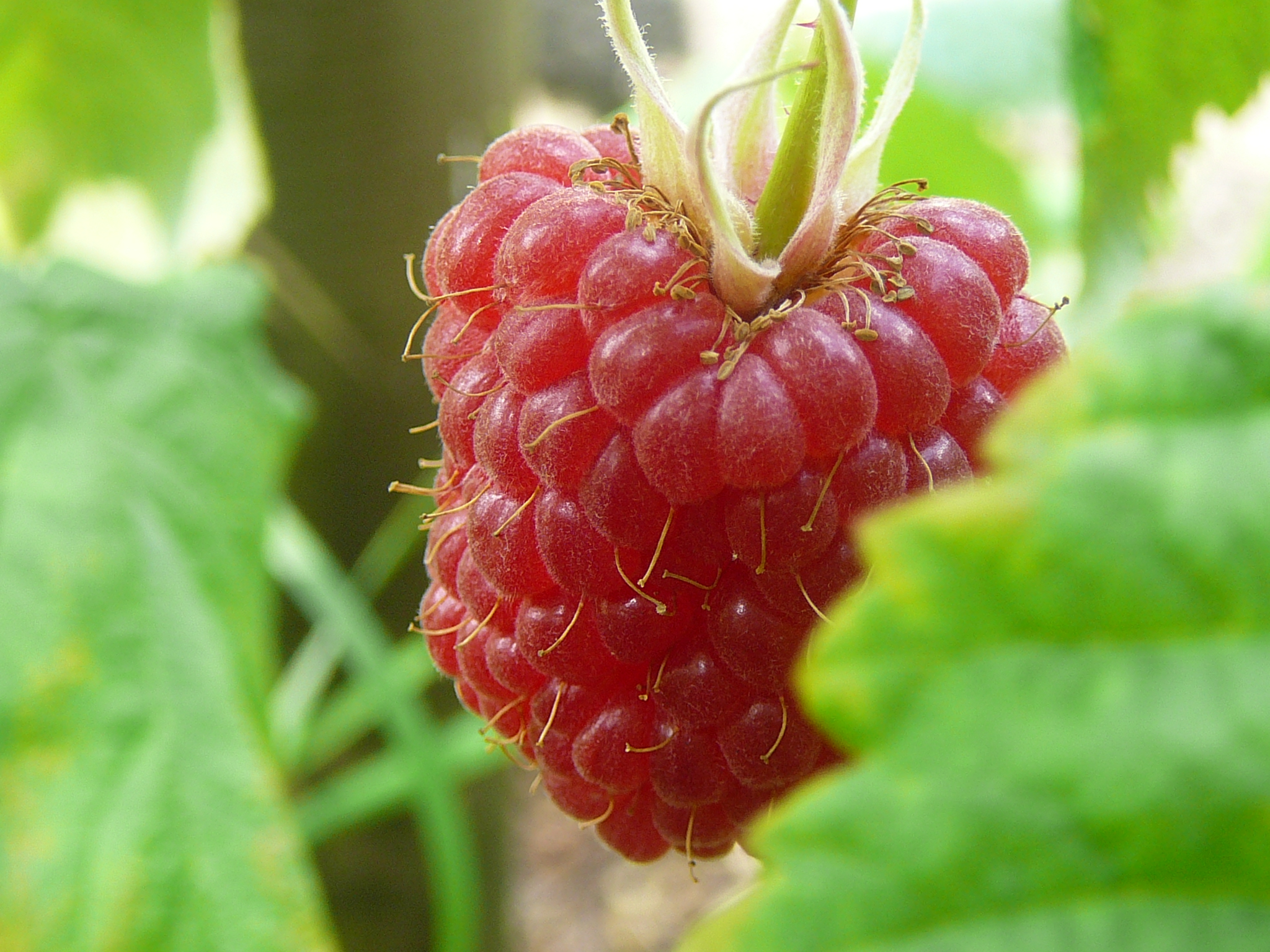
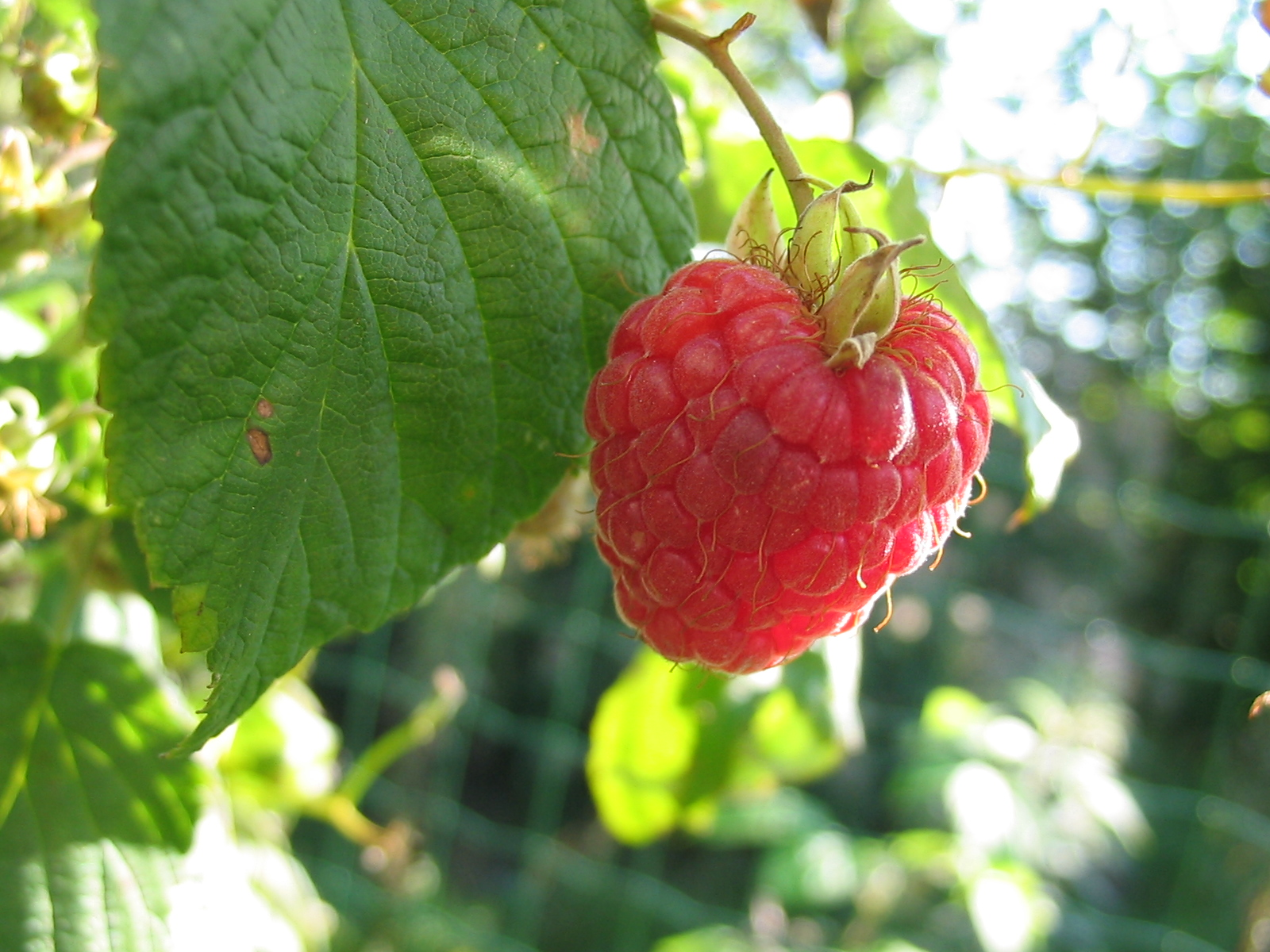
Een framboos van dichtbij
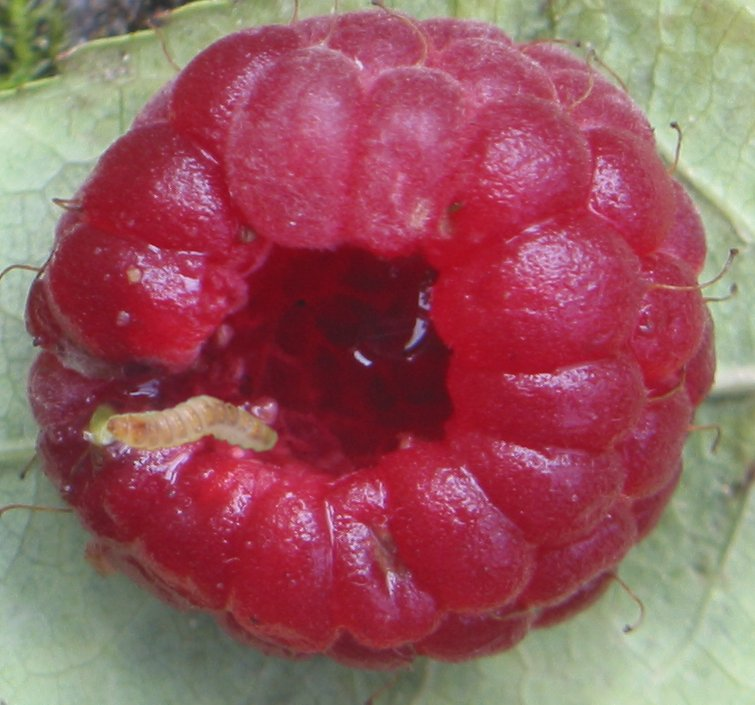
Larve van de frambozenkever
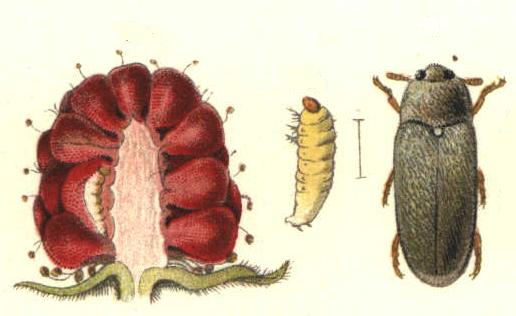
Frambozenkever

## Trivia
- De filmprijs Golden Raspberry Award dankt de naam aan deze vrucht van framboos.